# ユリア・アイオータパ (アンティオコス3世の娘)
ユリア・アイオータパ（Julia Iotapa、17年以前 - 52年前後）は、コンマゲネのアンティオコス3世の娘で、兄弟であるアンティオコス4世の妻及びコンマゲネ王妃。

## 生涯
アイオータパは自身の全血兄弟と結婚し、コンマゲネにおけるローマのクライアントモナークとなった。アイオータパとアンティオコス4世は3人の子供を儲けた。
- 息子・王子: ガイウス・ユリウス・アルケラオス・アンティオコス・エピファネス
- 息子・王子: カリニコス（英語版）
- 娘・王女: ユリア・アイオータパ（英語版）

ユリア・アイオータパは、72年にローマ皇帝ウェスパシアヌスによってコンマゲネが併合される前に死亡したと考えられている。彼女が亡くなった時、アンティオコス4世は姉妹を悼んでアイオータパ（現在のトルコ、アイタップ）という町を設立した。
彼女のギリシア語の称号は「ΒΑΣΙΛΙΣΣΑ ΙΩΤΑΠΗ ΦΙΛΑΔΕΛΦΟΣ」（王妃アイオータパ・フィラデルフォス」であり、「フィラデルフォス」の称号は彼女がアンティオコス4世の姉妹兼妻であることを示している。